# 55 Cancri d
55 Cancri d, egzoplanet u orbiti oko zvijezde 55 Cancri. Od matinčne zvijezde udaljen otprilike koliko i Jupiter, peti je te najudaljeniji planet u navedenome sustavu. Otkriven je 13. lipnja 2002.